# 罗典
罗典（1719年—1808年），字微五，号慎斋，湖南湘潭人。清朝学者，乾隆丁卯鄉試解元，辛未進士。曾任岳麓书院山长。

## 简介
康熙五十七年（1718年），罗典生于湖南湘潭。
乾隆十二年（1747年）湖南乡试第一名。
乾隆十六年（1751年）罗典考中进士，选庶吉士，授职编修，转职御史，歷官吏科、工科给事中、四川学政，升鸿胪寺少卿。曾两任会试考官，两次主持河南乡试。后来因为母亲年迈而辞官还乡，从此脱离官场。
乾隆四十七年（1782年），罗典出任岳麓书院山长，并且五次连任，主持岳麓书院长达27年。岳麓书院在他主持下，发展达到了最高峰。
嘉庆十三年（1808年），罗典因病逝世于岳麓书院，终年九十一岁。

## 学术思想
罗典精通汉学，采用汉代经学家“字批而句疏”的训诂诠释之法，并有所创新。擅长制艺，精通经学，亦能作诗。
罗典一生以培养人才为己任，曾提出“非专衡文，当以育才为本”的主张。担任岳麓书院山长后，又提出“坚定德性，明习时务”的育才思想。罗典十分重视美育教育和岳麓书院的环境美化，在书院后面建造园林，栽植花木；挖池塘，养游鱼。

## 作品
- 《罗鸿胪集》
- 《凝园诗抄》
- 《读书管见》
- 《读易管见》
- 《读春秋管见》
- 《读诗管见》
- 《九江考》
- 《广养生说》
- 《今文尚书管见》
- 《凝园诗文集》

## 学生
- 彭浚
- 严如熤
- 胡学山
- 欧阳厚均
- 陶必銓

## 评价
严如熤评价罗典说：“先生虽以制艺一世，而精神专注则在经。其治经也，以古人简质文字，无间剩，即经诂经，字批而句梳之，既皆有确切注脚，则通之一章，又通之全篇。全经有所窒，则废寝食，夜以继日，必得其融贯而后安。”，“立说时出新义……实阐古人不传之秘。”